# Many Moure
José Luis Moure (Many Moure) es un bajista, guitarrista y cantante español, nacido en Vigo, Galicia y criado en Alemania.
Reconocido por ser el bajista y fundador del grupo Los Toreros Muertos de la movida madrileña, además de tocar en solitario.

## Enlaces relacionados
- Pablo Carbonell.
- Los Toreros Muertos.